# Quebrada Ramadas (Pulido)
El río Ramadas, a veces quebrada Ramadas, es un curso natural de agua que nace en la precordillera y fluye en la Región de Atacama hasta desembocar en el río Pulido de la cuenca del río Copiapó.
Este curso de agua es llamado quebrada Ramadas por Luis Risopatrón y advierte que también es llamado río de la Ramada en su Diccionario Jeográfico de Chile
No confundir con la quebrada Leones a veces llamada Ramadas, ubicada en la costa al norte de Caldera.

## Caudal y régimen
Luis Risopatrón da su caudal como 100 l/s.: 696 

## Historia
Luis Risopatrón lo describe en su Diccionario Jeográfico de Chile de 1924:: 749 
Ramadas (Quebrada de) 28° 05' 69° 43' Lleva 100 litros de agua por segundo como promedio, corre hácia el W i desemboca en la márjen E de la parte superior de la de Pulido. 66, p. 219; 98, ni, p. 370; 118, p. 117; i 156; rio en 98, carta de San Román (1892); quebrada de Ramadas o Acerillos en 134; i rio de la Ramada en 66, p. 219; i 98, ni, p. 364; i riachuelo en 155, p. 638.